# Jurassic Park (Mega-CD)
Pour les articles homonymes, voir Jurassic Park (homonymie).
 (avril 2020).
Si vous disposez d'ouvrages ou d'articles de référence ou si vous connaissez des sites web de qualité traitant du thème abordé ici, merci de compléter l'article en donnant les références utiles à sa vérifiabilité et en les liant à la section « Notes et références ».
Jurassic Park est un jeu vidéo d'aventure en pointer-et-cliquer développé et édité par Sega, sorti en 1993 sur Mega-CD.

## Histoire
L’action prend place chronologiquement quelque temps après l’histoire relatée dans le premier opus. Le joueur incarne un membre d'une équipe de secours envoyée sur Isla Nublar avec pour mission de récupérer des œufs de chacune des espèces de dinosaures présentes sur l’île, et de placer ces œufs dans l’incubateur du centre de recherche du parc. Malheureusement, l’hélicoptère de transport s’écrase sur la plage et le joueur, seul survivant de l’équipe de secours, a pour objectif de réussir seul la mission initialement prévue.